# Liste der Straßennamen von Ötisheim

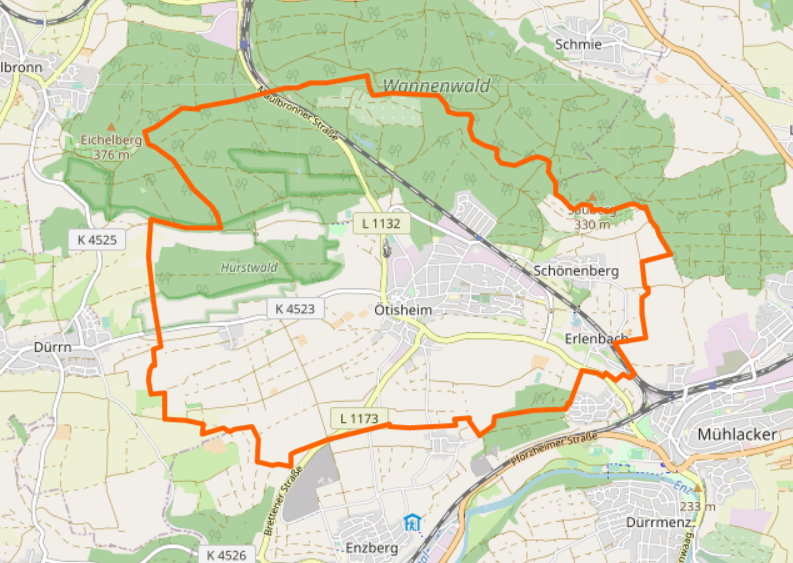
Gemarkung und Lage der Gemeinde Ötisheim

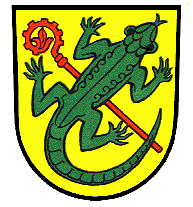
Wappen der Gemeinde Ötisheim

Diese Liste der Straßennamen von Ötisheim zeigt die Namen der aktuellen und historischen Straßen, Gassen, Wege und Plätze der Gemeinde Ötisheim (mit den Ortsteilen Corres, Erlenbach, Schönenberg und die Höfe Haldenhof und Reithof) sowie deren Namensherkunft, Namensgeber oder Bedeutung, sofern bekannt.
Die Liste erhebt keinen Anspruch auf Vollständigkeit.
| Historische Straßennamen – Rad- und Wanderwege – Weblinks |

## A
- Ahornweg

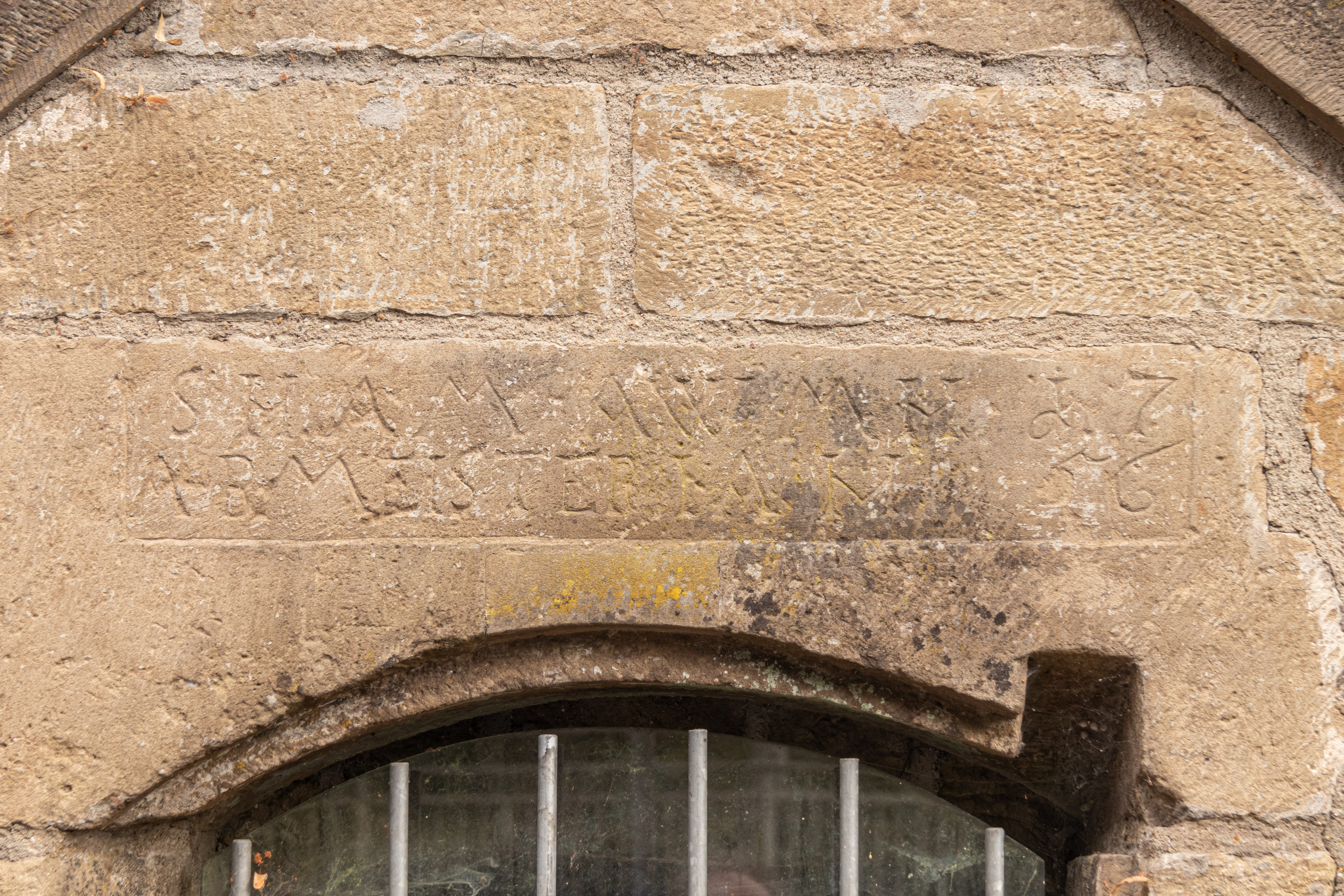
Brunnenhäusle mit Inschrift
Am Brunnenhäusle

- Aischbühlstraße – befindet sich im Teilort Erlenbach
- Akazienweg
- Allmendstraße – bezieht sich auf Almende und ist eine Form gemeinschaftlichen Eigentums
- Alte Dürrner Straße – von Ötisheim in Richtung des Ortsteils Dürrn der Gemeinde Ölbronn-Dürrn
- Alte Mühlacker Straße – von Ötisheim in Richtung der Stadt Mühlacker
- Am Brunnenhäusle – wurde in der Zeit des Nationalsozialismus zum "Adolf Hitler Platz" umbenannt.[2] Steht unter Denkmalschutz.[3]
- Amselstraße – befindet sich in der Wald-Siedlung
- Auheckenstraße

## B
- Bachstraße
- Bahnhofstraße – am Haltepunkt Ötisheim der württembergischen Westbahn
- Bausteinstraße – befindet sich im Teilort Erlenbach
- Bergweg – eine Straße mit einem sehr starkem Gefälle (20 %)
- Besenrain
- Bierkeller – steht unter Denkmalschutz.[4]
- Brentanoweg
- Buchenweg
- Buschweg

## C
- Claudiusweg
- Corresstraße – Führt zum Teilort Corres. Bis zum 19. Jahrhundert war die Straße durch die Ortsmauer eine Sackgasse.[5]

## D
- Dachsbauweg

## E
- Eichendorffstraße
- Eichenstraße
- Eidechsenweg
- Enzberger Straße – auch als L 1173 bezeichnet; von Ötisheim in Richtung des Stadtteils Enzberg der Stadt Mühlacker
- Erbäckerstraße
- Erlenbacher Weg – vom Ortsteil Schönenberg in Richtung des Ortsteils Erlenbach

## F
- Falkenweg – befindet sich in der Wald-Siedlung
- Fasanenstraße – befindet sich in der Wald-Siedlung
- Finkenstraße – befindet sich in der Wald-Siedlung
- Fleckenweg – befindet sich im Teilort Schönenberg und bezieht sich auf Flecken.
- Fontaneweg
- Friedhofsteige
- Friedhofstraße

## G
- Gartenweg
- Gegen die lange Almend
- Godenweg – befindet sich im Teilort Schönenberg
- Goethestraße – benannt nach Johann Wolfgang von Goethe (1749–1832), einem der bedeutendsten Schöpfer deutschsprachiger Dichtung
- Gottlob-Linck-Straße – benannt nach Gottlob Linck (1858–1947), in Ötisheim geboren und war ein deutscher Mineraloge, Kristallograph und Rektor der Universität Jena.
- Gumpenäckerstraße

## H

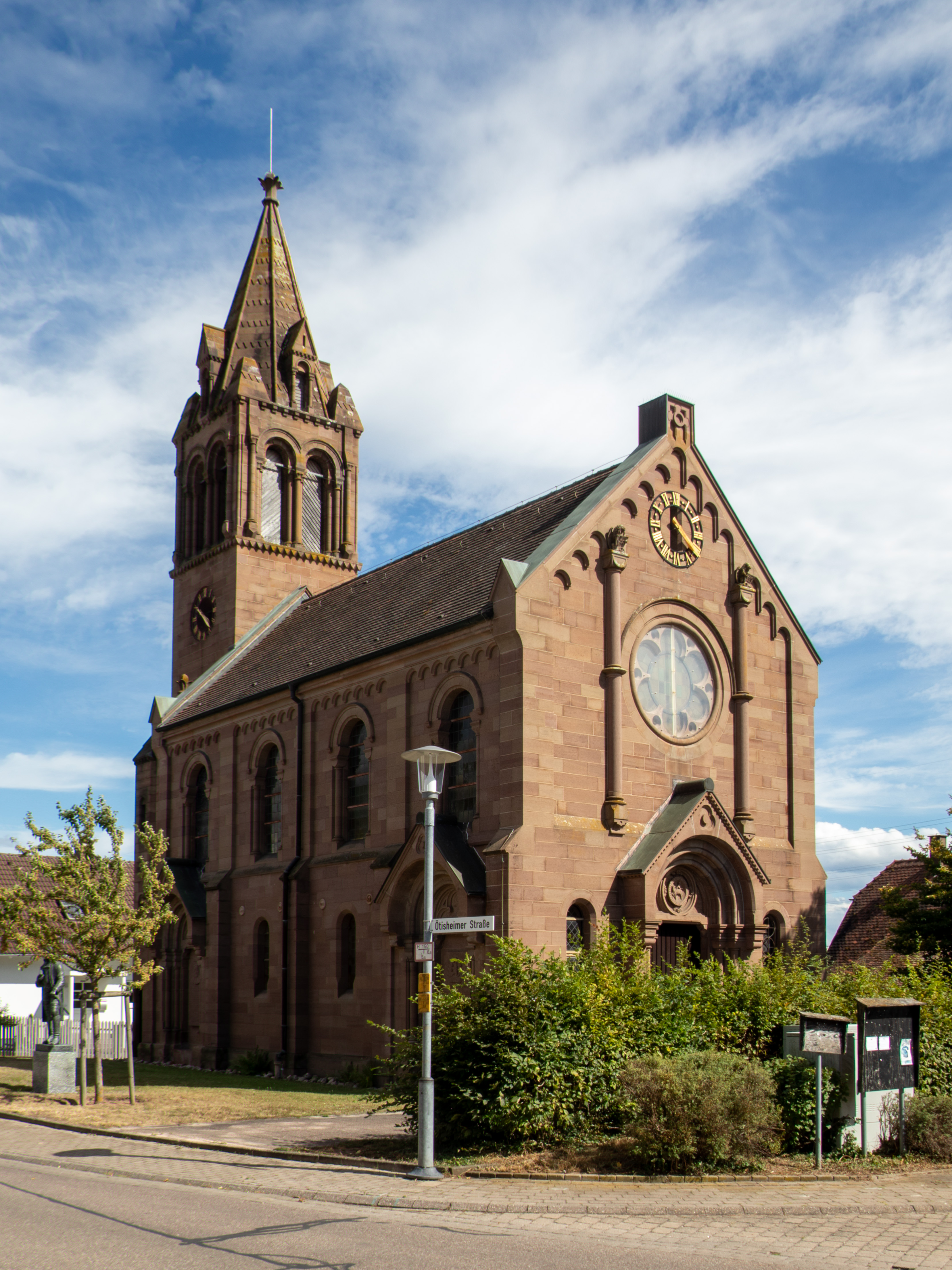
Henri-Arnaud-Kirche,
Henri-Arnaud-Straße 26

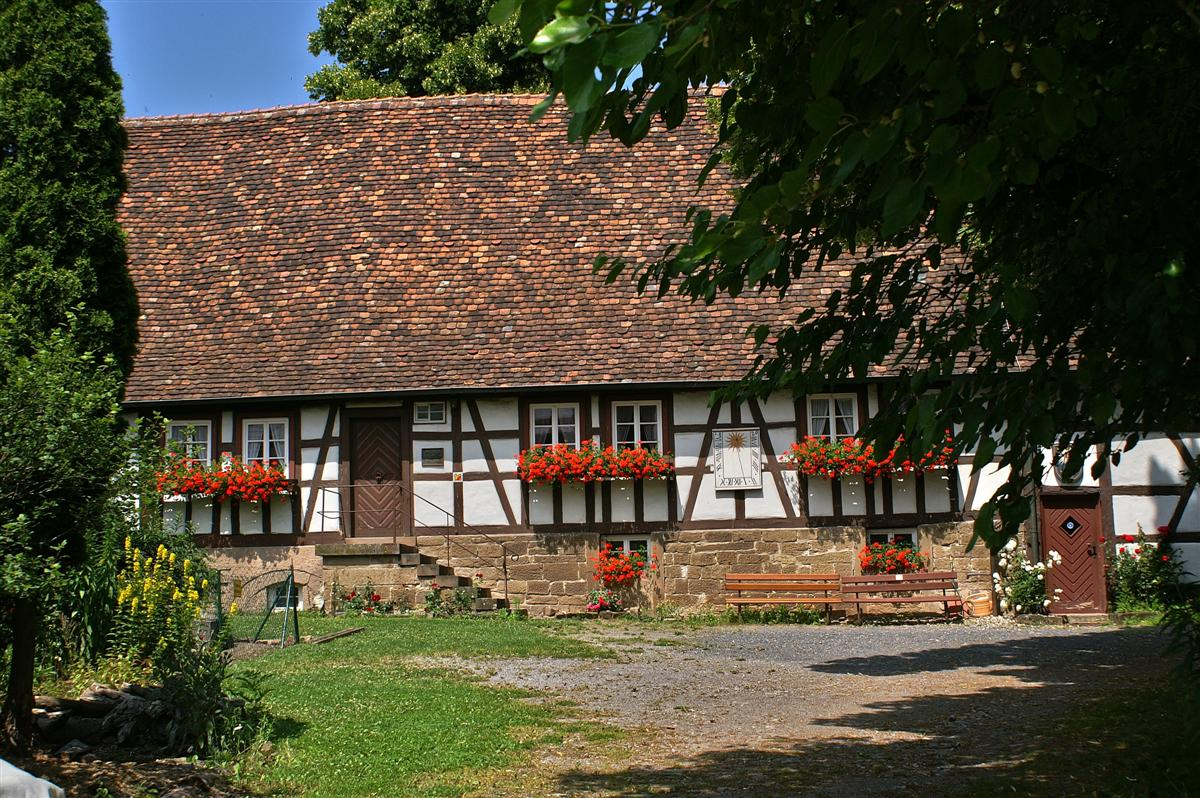
Waldensermuseum,
Henri-Arnaud-Straße 27

- Hafnergasse – Bis zum 19. Jahrhundert war die Straße durch die Ortsmauer eine Sackgasse.[6] Hafner war im Mittelalter ein Beruf, woraus die Töpfer und Ofenbauer hervorkamen.
- Haldenstraße – befindet sich im Teilort Erlenbach
- Hasenstaffel
- Hauffweg
- Hebelstraße – Benannt nach Johann Peter Hebel (1760–1826), einem deutschen Schriftsteller, Geistlichen und Lehrer, der gemeinhin als Pionier der alemannischen Mundartliteratur gilt und auch durch zahlreiche, auf Hochdeutsch verfasste Kalendergeschichten bekannt ist.
- Heimenhaldenweg
- Heinestraße
- Henri-Arnaud-Straße – Befindet sich im Teilort Schönenberg und benannt nach dem Waldenserführer und Pfarrer Henri Arnaud (1643–1721), welcher in der Gemarkung Ötisheim ansiedelte und den heutigen Ortsteil Schönenberg gründete.

- Herderweg
- Hermann-Albrecht-Straße – befindet sich in der Wald-Siedlung und wurde nach einem ehemaligen Bürgermeister in Ötisheim benannt.
- Herrgottswiesenweg
- Hessestraße
- Hinter den Zäunen
- Hintere Gasse
- Hofäckerstraße
- Hohler Graben – ehemals die östliche befestigte Grenze des historischen Ortskernes. Steht heute unter Denkmalschutz.[7]
- Hölderlinweg
- Holunderweg

## I
- Im Bruch
- Im Brühl
- Im Krustrain – Bezieht sich auf den Flurnamen Krustrain, welcher östlich vom Ortskern gelegen war.
- Im Rennschläger
- Im Röhrich
- Im Wiesengrund
- Industriestraße

## J
- Jahnweg

## K
- K 4523 – in Ötisheim; vom Ortsbereich bis zur Gemeindegrenze im Westen auch als Pforzheimer Straße bezeichnet; die Straße führt etwa 1,5 Kilometer nach dem Ortsausgang von Ötisheim durch dessen Weiler Corres
- Kastanienweg
- Kernerstraße
- Kieselbronner Straße – von Ötisheim in Richtung der Gemeinde Kieselbronn
- Kirchberg
- Kirchgasse

## L
- L 1132 – in Ötisheim; ab der Gemeindegrenze Nordwesten und im Norden als Maulbronner Straße bezeichnet; im Ortsbereich von Ötisheim bis zur Gemeindegrenze im Ostsüdosten als Mühlackerstraße bezeichnet
- L 1173 – in Ötisheim; im Ortsbereich bis zur Gemeindegrenze im Südsüdwesten als Enzberger Straße bezeichnet
- Lachenwiesen
- Lämmlestraße
- Lange Gasse
- Lerchenstraße – befindet sich in der Wald-Siedlung
- Lessingweg
- Lindenweg
- Lissweg
- Lönsweg
- Ludwig-Zeller-Weg – Betreuer und Pfarrer des Henri-Arnaud-Hauses.[8]

## M
- Marktplatz

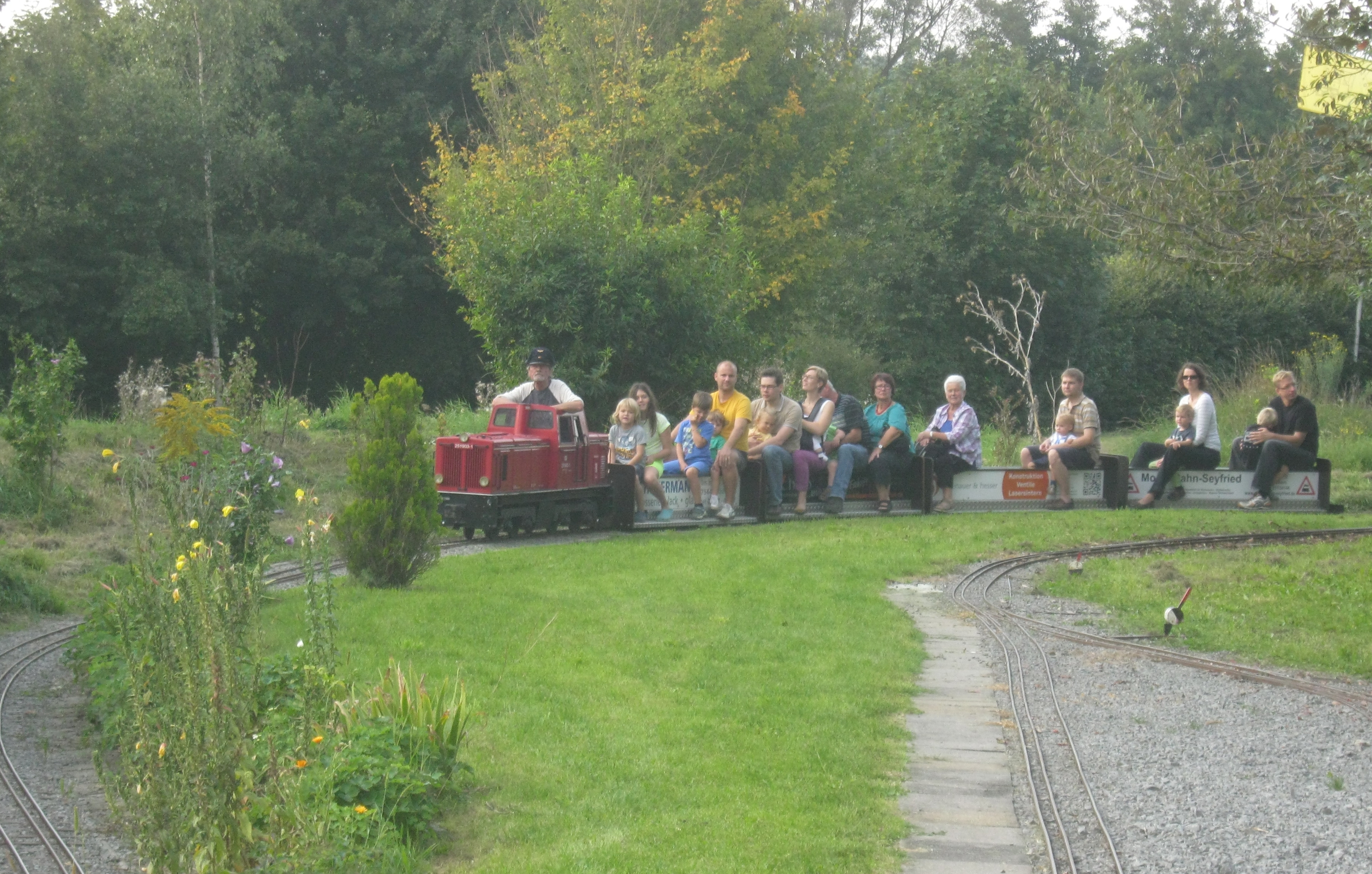
Kleinbahn Ötisheim,
Maulbronner Straße 79

- Maulbeergäßchen – befindet sich im Teilort Schönenberg. Benannt nach den ersten Versuchen der Waldenser in dieser Gasse Maulbeerbäumen anzupflanzen, was aber misslang.[9]
- Maulbronner Straße – Richtung Maulbronn, davor und danach L 1132. Bis zum 19. Jahrhundert war die Straße durch die Ortsmauer eine Sackgasse.[10]
- Max-Eyth-Straße – benannt nach Max Eyth (1836–1906), einem deutschen Ingenieur, Schriftsteller und Zeichner
- Meisenweg
- Mörikeweg
- Mühlackerstraße – Richtung Mühlacker, davor und danach L 1132
- Mühlstraße
- Münchsträßle

## N
- Nagelschmiedgasse

## O
- Ob der Steingrube – befindet sich im Teilort Schönenberg und bezieht sich auf den ehemaligen Steinbruch am Sauberg,
- Obertal
- Öläckerstraße
- Ötisheimer Straße – vom Ortsteil Schönenberg in Richtung Ötisheim

## P
- Panoramaweg
- Petrus-Waldus-Straße – befindet sich im Teilort Schönenberg
- Pfarrwinkel
- Pfleggartenweg
- Pforzheimer Straße – auch als K 4523 bezeichnet; führt von Ötisheim über dessen Weiler Corres zum Ortsteil Dürrn der Gemeinde Ölbronn-Dürrn
- Pforzheimer Weg – führt als einfacher Wirtschaftsweg von Ötisheim in Luftlinie in Richtung Pforzheim
- Piemontweg – befindet sich im Teilort Schönenberg und verweist auf Piemont, die Herkunft der Waldenser, welche 1698 nach Deutschland flüchteten.
- Postgasse

## Q
- Quellenstraße – befindet sich im Teilort Erlenbach und führt nach Ötisheim

## R
- Rathausgasse
- Rilkeweg

## S

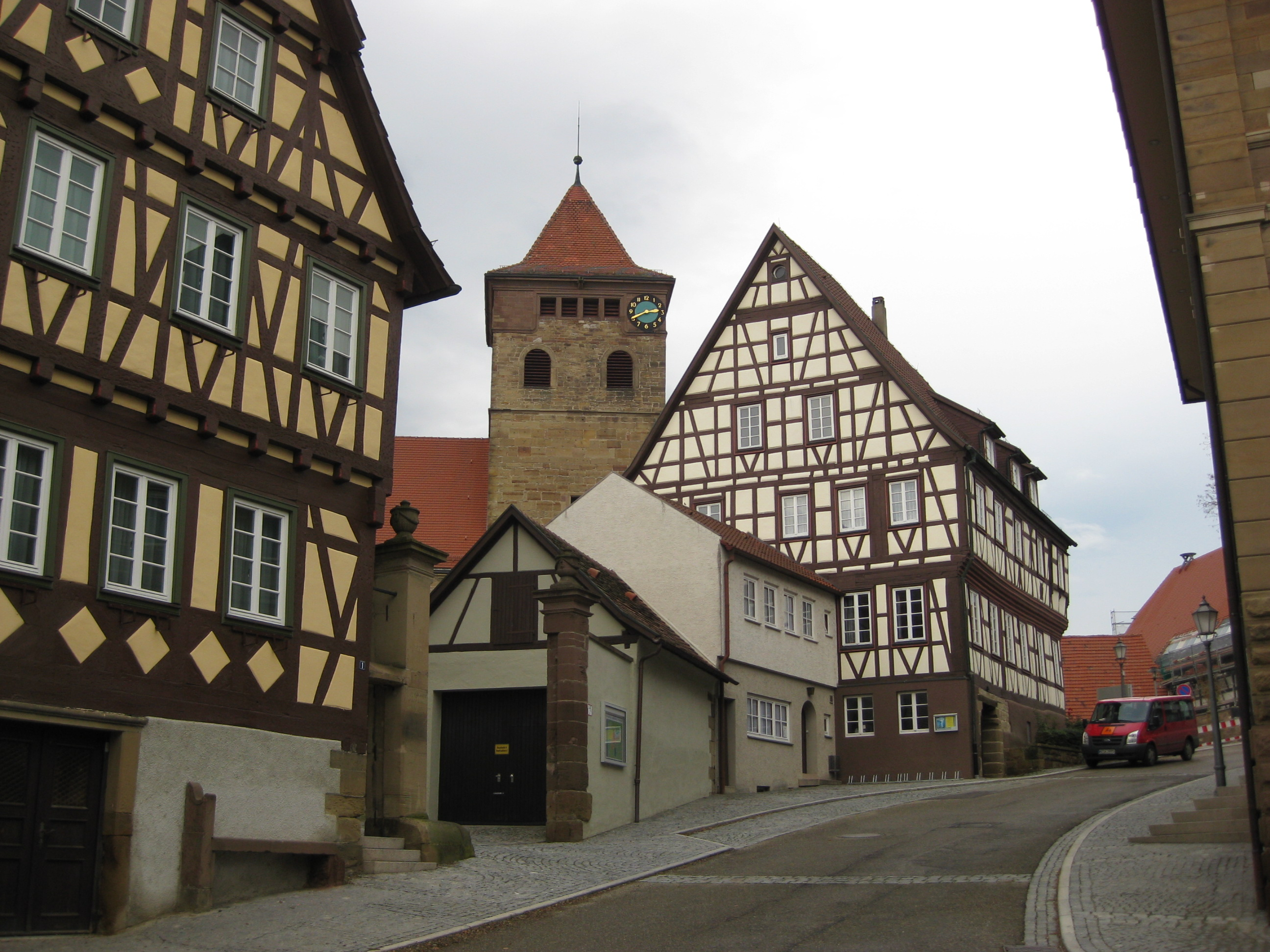
Blick auf die evangelische Michaelskirche von der Schönenberger Straße

- Schelmenweg – Nordöstlich vom Ortskern gab es den Flurnamen Schelmenäcker.
- Scherrkesselweg – befindet sich im Teilort Schönenberg
- Schillerstraße
- Schlattstraße
- Schlehenweg
- Schmiedgasse
- Schönenberger Straße
- Schubartstraße
- Schwalbenweg
- Seilerbahn – Benannt nach den Seilern, welche dort mit Hanf Seilen herstellten.[11]
- Seitengasse
- Sengachweg
- Sommerrain
- Sonnenrain
- Starenweg
- Steidachstraße
- Sudetenstraße – befindet sich in der Wald-Siedlung

## T
- Talstraße – befindet sich im Teilort Erlenbach
- Thomaweg

## U
- Uhlandstraße
- Unter dem Stöckachwald

## V
- Vogelsangstraße – befindet sich in der Wald-Siedlung
- Vogt-Greber-Weg – Vogt Greber war von Maulbronn und für die Ansiedlung der Waldenser in Schönenberg zuständig.[12]

## W
- Wachtelstraße – befindet sich in der Wald-Siedlung
- Waldenserstraße – befindet sich im Teilort Corres
- Waldstraße
- Wallgrabenstraße – ehemals die südliche, westliche und nördliche befestigte Grenze des historischen Ortskernes. Steht heute unter Denkmalschutz.[13]
- Weinbergweg – befindet sich im Teilort Schönenberg
- Weißdornweg
- Welschhauweg
- Wielandweg
- Wurmbergweg

## Historische Straßennamen
A
- Adolf-Hitler-Platz – während der Zeit des Nationalsozialismus; heute: Am Brunnenhäusle[2]

## Rad- und Wanderwege
- Barfußpfad, ein etwa 1,4 km langer Pfad mit mehreren Stationen, in dem man unter anderem über Rindenmulch, Kieselsteine oder Schlamm geht.
- Der „Waldenser Weg“, ist ein kulturhistorischer Wanderweg, welcher in Großvillars beginnt, über die Sternenschanze und die Chartaque führt, weiter über den Weinberg „Sauberg“ bis zum Waldensermuseum in Schönenberg.